# شورای مجلس مجاهدین
شورای مجلس مجاهدین یکی از گروه‌های کوچک درگیر در جنگ داخلی سوریه است.این گروه سلفی جهادی تندرو بیشتر در حلب در کنار جبهه النصره مشغول فعالیت می‌باشد.جنگجویان این گروه شامل سوریان تبعیدی و غیر سوری‌ها می‌باشد.